# Tiếng Mã Lai
Tiếng Malay hay tiếng Mã Lai ("Ma-lây"; chữ Latinh: Bahasa Melayu; chữ cái Jawi: بهاس ملايو) là một ngôn ngữ chính của ngữ hệ Nam Đảo (Austronesian). Tiếng Mã Lai là ngôn ngữ quốc gia của Malaysia (với tên tiếng Malaysia), và là một trong bốn ngôn ngữ chính thức của Singapore, và Brunei, và Indonesia (với tên tiếng Indonesia). Tiếng Malay là tiếng mẹ đẻ của 40 triệu người hai bên eo biển Malacca, bao gồm các vùng ven biển của bán đảo Malaysia của Malaysia và vùng ven biển phía đông đảo Sumatra của Indonesia, và cũng trở thành ngôn ngữ bản địa tại một phần vùng bờ biển phía tây của Sarawak và Tây Kalimantan trên đảo Borneo. Tổng số người nói tiếng Mã Lai là trên 215 triệu người.
Do là ngôn ngữ quốc gia của một vài nước, tiếng Malay tiêu chuẩn cũng có vài tên chính thức. Tại Singapore và Brunei, nó được gọi là Bahasa Melayu (tiếng Mã Lai); tại Malaysia là Bahasa Malaysia (tiếng Malaysia); và tại Indonesia là Bahasa Indonesia (tiếng Indonesia). Tuy nhiên, ở các khu vực trung bộ và nam bộ của đảo Sumatra, tức những nơi mà tiếng Mã Lai là ngôn ngữ bản địa, người dân Indonesia tại đó gọi ngôn ngữ của họ là Bahasa Melayu và xem nó là một ngôn ngữ khu vực.
Tiếng Mã Lai tiêu chuẩn dựa theo tiêu chuẩn văn chương của các vương quốc Hồi giáo Malacca và Johor và thời kỳ tiền thuộc địa, và ngôn ngữ này đôi khi cũng được gọi là tiếng Malay Malacca, Johor, hay Riau (hay kết hợp các tên này) để phân biệt với các biến thể khác của nhóm ngôn ngữ Malay. Theo Ethnologue 16, một vài biến thể của tiếng Malay nay được liệt vào danh sách các ngôn ngữ riêng biệt, bao gồm các biến thể Orang Asli của tiếng Malay Bán đảo. Cũng có một vài ngôn ngữ bồi hay ngôn ngữ pha trộn dựa trên cơ sở tiếng Malay.

## Chữ viết

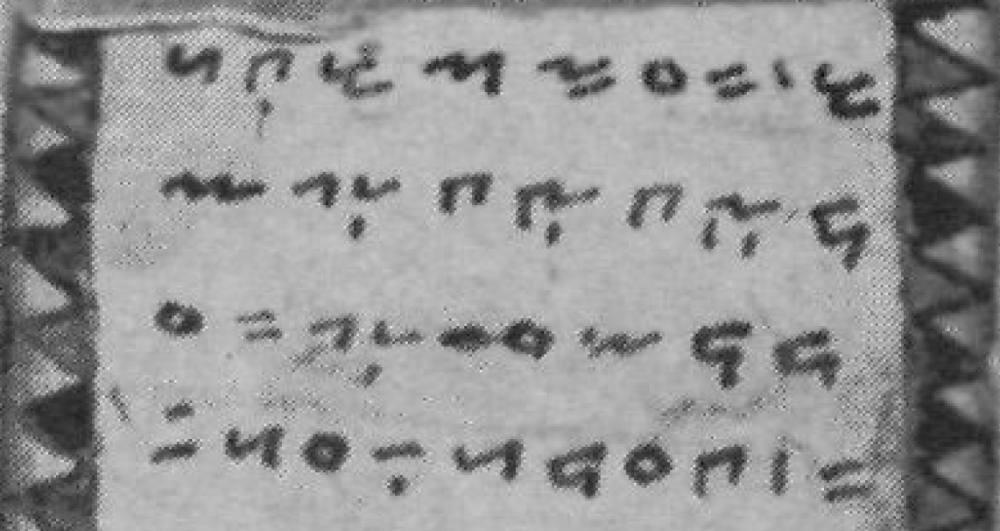
Bảng chữ cái Rencong, một hệ thống chữ viết bản địa được tìm thấy ở bán đảo Malay, trung tâm và Nam Sumatra. Văn bản đọc (chính tả của Voorhoeve): "haku manangis ma / njaru ka'u ka'u di / saru tijada da / tang [hitu hadik sa]", được dịch bởi Voorhoeve là: "Tôi đang khóc, gọi bạn, mặc dù đã gọi, bạn không đến" (hitu adik sa- là phần còn lại của dòng thứ 4.

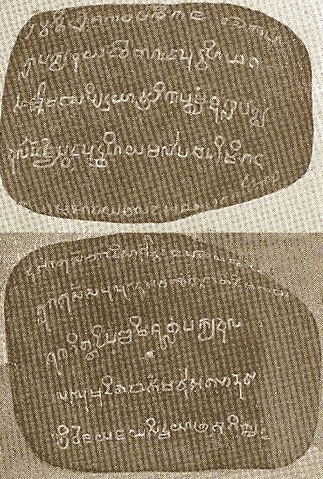
Chữ khắc Kedukan Bukit, sử dụng Bảng chữ cái Pallava, là mẫu vật tồn tại lâu đời nhất của ngôn ngữ tiếng Mã Lai cổ trong Nam Sumatra, Indonesia.